# Magnus Augustsson
Magnus Augustsson, född 3 augusti 1974 i Göteborg, är en svensk före detta innebandyspelare.
Augustsson spelade under sin karriär för moderklubben Pixbo Wallenstam IBK där han var med och vann klubbens första SM-guld 2002. Efter guldsäsongen värvades han till IBF Älvstranden men blev avstängd som ettårsfall efter att klubbarna inte kommit överens. Under en säsong var Augustsson en av tränarna för Älvstranden och gjorde come back som spelande tränare säsongen efter. Därefter spelade Augustsson en säsong i Mölnlycke FK innan han återvände till Pixbo Wallenstam. Han avslutade karriären i Lindome IBK säsongen 07/08
Augustsson har tre VM-guld, 1996, 1998 samt 2000. Han spelade totalt 58 landskamper, 50 mål, 41 assist = 91 poäng. Han blev vald till Årets spelare säsongen 1999/2000. Han ingick i den så kallade HAJ-kedjan, Hellgård, Augustsson och Jihde.
Augustsson spelade även fotboll på seniornivå för Örgryte IS, men slutade för att helt satsa på innebandyn.
Numera är "Aga" bosatt i Landvetter där han 2008 startade innebandyklubben Landvetter Wings där han också är vice ordförande.